# Лішкі (Малопольське воєводство)
Лішкі (пол. Liszki) — село в Польщі, у гміні Лішки Краківського повіту Малопольського воєводства.
Населення — 1932 особи (2011).
У 1975-1998 роках село належало до Краківського воєводства.

## Демографія
Демографічна структура станом на 31 березня 2011 року:
|          | Загалом | Допрацездатний вік | Працездатний вік | Постпрацездатний вік |
| -------- | ------- | ------------------ | ---------------- | -------------------- |
| Чоловіки | 954     | 202                | 656              | 96                   |
| Жінки    | 978     | 200                | 604              | 174                  |
| Разом    | 1932    | 402                | 1260             | 270                  |